# ديميتار تلكيسكي
ديميتار تلكيسكي (بالبلغارية: Димитър Телкийски)‏ (مواليد 5 مايو 1977 في بلوفديف) لاعب كرة قدم بلغاري دولي يجيد اللعب في خط الوسط . يلعب حاليا لصالح نادي هابويل رامات غان غيفاتاييم الإسرائيلي منذ 2010 .

## روابط خارجية
- ديميتار تلكيسكي على موقع الاتحاد الأوربي (الإنجليزية)
- ديميتار تلكيسكي على موقع قاعدة بيانات كرة القدم.إي يو (الإنجليزية)
- ديميتار تلكيسكي على موقع ناشيونال فوتبول تيمز (الإنجليزية)
- ديميتار تلكيسكي على موقع Soccerway.com (الإنجليزية)